# Orthorrhynchidium planifrons
Orthorrhynchidium planifrons är en bladmossart som beskrevs av Ferdinand François Gabriel Renauld och Jules Cardot 1909. Orthorrhynchidium planifrons ingår i släktet Orthorrhynchidium och familjen Pterobryaceae. Inga underarter finns listade i Catalogue of Life.